# Liudmyla Balushka
Liudmyla Myronivna Balushka –en ucraniano, Людмила Миронівна Балушка– (Lvov, 27 de julio de 1985) es una deportista ucraniana que compitió en lucha libre. Ganó una medalla de bronce en el Campeonato Mundial de Lucha de 2009 y una medalla de oro en el Campeonato Europeo de Lucha de 2012.

## Palmarés internacional
| Campeonato Mundial | Campeonato Mundial  | Campeonato Mundial | Campeonato Mundial |
| Año                | Lugar               | Medalla            | Categoría          |
| ------------------ | ------------------- | ------------------ | ------------------ |
| 2009               | Herning (Dinamarca) | Medalla de bronce  | 48 kg              |
| Campeonato Europeo |                     |                    |                    |
| Año                | Lugar               | Medalla            | Categoría          |
| 2012               | Belgrado (Serbia)   | Medalla de oro     | 48 kg              |